# リース空間
数学におけるリース空間（リースくうかん、英: Riesz space）、線型束空間あるいは束線型空間 (lattice-ordered vector space)、またはベクトル束 (vector lattice) とは、順序構造が束を成す順序線型空間のことである。リース空間の名はリース・フリジェシュの論文 (Riesz 1928) に因む。
リース空間の概念は測度論において重要で、ラドン-ニコディムの定理がフロイデンタールのスペクトル定理の特別な場合であるといったように、測度論における主要な結果はリース空間における結果として一般化して定式化できる。

## 定義
実数体 R 上のベクトル空間 (X, +, •) 上に半順序関係 "≤" が定義されているとき、組 (X, +, •, ≤) がリース空間またはベクトル束であるとは、f, g, h などは X の任意の元として
1. f ≤ g ならば f + h ≤ g + h が成り立つ。
2. [0 ≤ a ∈ R かつ f ≤ g] ならば af ≤ ag が成り立つ。
3. (X, ≤) は順序集合として束を成す

なる公理を満たすときに言う。演算や順序が明らかで誤解の虞のない場合、通例の如く台集合と同じ記号を用いてベクトル束 X とか X はベクトル束であるなどという。また、2. の条件で R 上の順序も X 上の順序も同じ ≤ で記してあるが、どの空間上の順序関係であるかは文脈から明らかであろうから、区別のための添字などは省略してある。
最初のふたつの条件は (X, +, •, ≤) が順序線型空間となることを言うものである。2. の条件は 
[0 ≤ a ∈ R かつ 0 ≤ f] ならば 0 ≤ af が成り立つ。
に取り替えてもよい。束演算 "∧", "∨" を通例の如く定める（束論参照）ならば、これらと線型演算 "+", "•" との間に特定の関係 (clamp-rule) が成立する。
ベクトル束 X の元 p が正 (positive) あるいは非負 (non-negative) であるとは、0 ≤ p となることをいう。X の正の元全体 X+ はしばしば正錐 (positive cone) と呼ばれる。各元 f に対して、|f| := f ∨ (−f) を f の絶対値 (modulus) と呼ぶ。また、f+ := 0 ∨ f を f の正の成分 (positive part) といい、f− := 0 ∨ (−f) を f の負の成分 (negative part) と呼ぶ。任意の f に対して、f+, f− はともに正の元で、f = f+ − f−, |f| = f+ + f− を満たす。

## 例と反例
- 実数全体の成す集合 R は通常の大小関係 "≤" に関してリース空間を成す。
- 実数の n-組全体の成す集合 Rn は成分ごとの大小関係から定まる順序に関してリース空間を成す。
- 実数列全体の成す集合 RN は成分ごとの大小関係から定まる順序に関してリース空間を成す。
- 0 に収斂する実数列全体の成す集合 c0 は成分ごとの大小関係から定まる順序に関してベクトル束を成す。
- 1 ≤ p < ∞ なる p に対する、p-乗総和可能実数列の全体の成す集合 lp は成分ごとの順序から定まる順序に関してベクトル束を成す。
- 有界実数列全体の成す集合 l∞ は成分ごとの大小関係から定まる順序に関してベクトル束を成す。
- 集合 X 上のコンパクト台つき実数値連続函数の全体の成す集合 Cc(X; R) は、点ごとの大小関係で定まる半順序{\displaystyle f\leq g\iff f(x)\leq g(x){\text{ for }}\forall x\in X}に関してベクトル束を成す。
- 区間 [a, b] 上の連続函数全体の成す集合 C[a, b] は点ごとの大小関係で定まる半順序に関してベクトル束を成す。
- 区間 [a, b] 上の連続的微分可能函数全体の成す集合 C1[a, b] は順序線型空間を成すが、ベクトル束にはならない。

## 性質
- ベクトル束は束群である。
- ベクトル束 (X, +, •, ∧, ∨) における線型構造と束構造は以下の意味で両立する。f, g, h を X の任意の元、a ≥ 0 を R の元として
  - {\displaystyle (f+h)\lor (g+h)=(f\lor g)+h,}
  - {\displaystyle (f+h)\land (g+h)=(f\land g)+h,}
  - {\displaystyle (af)\lor (ag)=a(f\lor g),}
  - {\displaystyle (af)\land (ag)=a(f\land g),}
  - {\displaystyle (-f)\lor (-g)=-(f\land g),}
  - {\displaystyle (-f)\land (-g)=-(f\lor g).}
- X の元 f に対し、|f| := f ∨ (−f) と置けば{\displaystyle {\begin{aligned}f\lor g&={1 \over 2}(f+g+|f-g|),\\f\land g&={1 \over 2}(f+g-|f-g|)\end{aligned}}} を得る。特に{\displaystyle (f\lor g)+(f\land g)=f+g,\quad (f\lor g)-(f\land g)=|f-g|}が成り立つ。
- リース空間は束として分配的である。
  - {\displaystyle (f\lor g)\land h=(f\land h)\lor (g\land h),}
  - {\displaystyle (f\land g)\lor h=(f\lor h)\land (g\lor h).}

## 注
1. ↑  微分幾何学等で扱われるベクトル束 (vector bundle) とは異なることに注意。